# Feuerteufel (Wirbel)

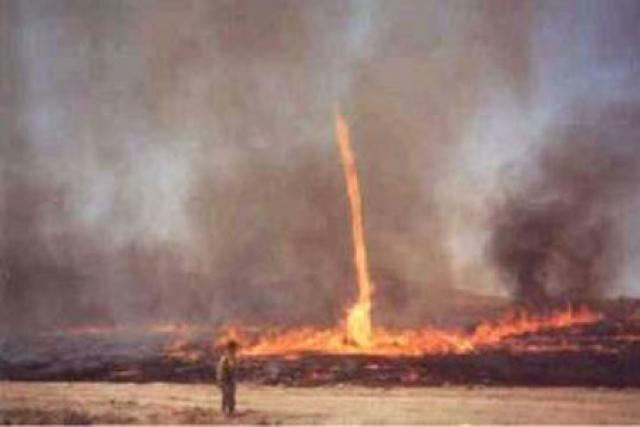
Flächenbrand mit Feuerteufel

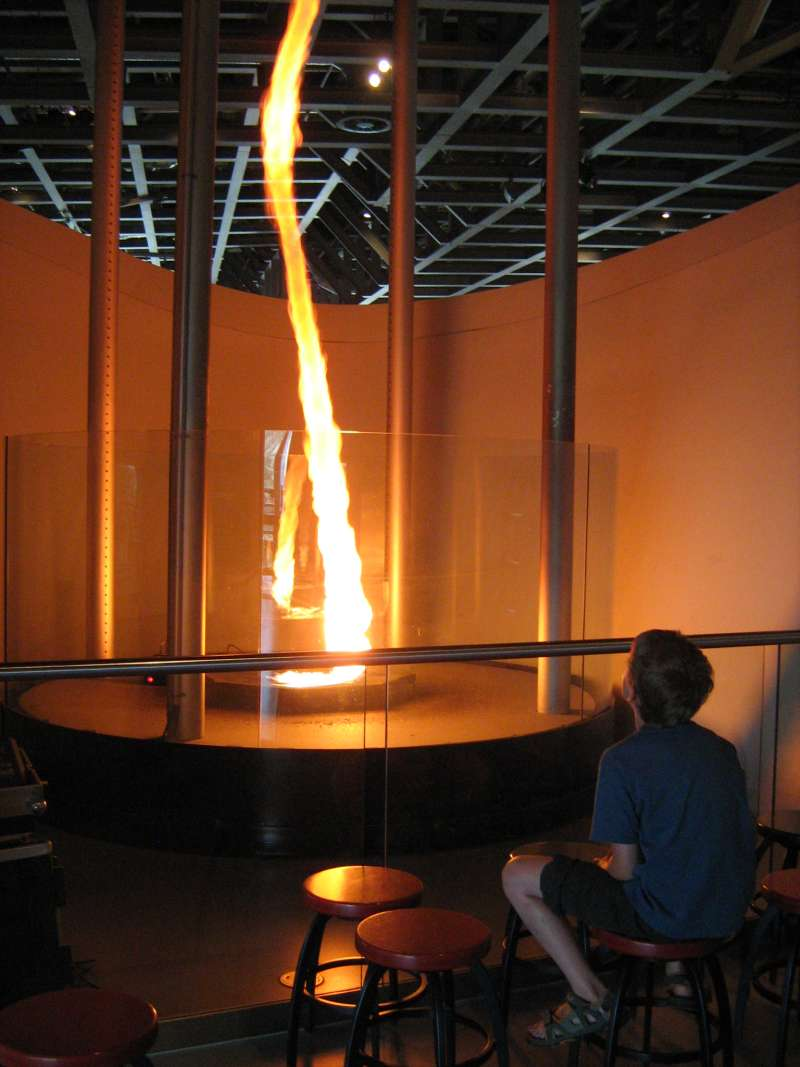
Experiment im phæno

Feuerteufel sind kleinräumige Luftwirbel, sogenannte Kleintromben, die über oder in der Nähe von Bränden entstehen. 
Feuertornados sind dagegen Großtromben/Tornados. In extremen Fällen kann sich ein Feuerteufel aber zu einem Feuertornado entwickeln. 
Feuerteufel entstehen durch starke Aufwinde, die vom Brand verursacht werden und sich mit bereits vorhandenen Luftverwirbelungen vermischen. Diese werden zu einer rotierenden Luftsäule konzentriert und verstärkt. Die Größe eines Feuerteufels variiert von Wirbeln mit einem Durchmesser von weniger als einem Meter und Windgeschwindigkeiten von 10 m/s bis zu Wirbeln mit einem Durchmesser von 3 km und Windgeschwindigkeiten von 50 m/s. Kleinere Feuerteufel treten häufig bei Flächenbränden auf, während größere selten sind.

## Entstehung
Damit ein Feuerteufel entstehen kann, muss es sowohl starke Aufwinde über einem Brand, als auch bereits rotierender Luft geben. Es gibt verschiedene Mechanismen, die die Luft zum Rotieren bringen können, am wichtigsten sind vertikale Windscherung und Baroklinität. Diese Wirbel müssen nicht wie der Feuerteufel um eine vertikale Achse rotieren, sondern können aus der Horizontalen aufgerichtet werden. Dies geschieht durch starke Aufwinde, die Luft aufsteigen lassen. Um die aufgestiegene Luft zu ersetzen, strömt von den Seiten neue Luft mitsamt den horizontalen Wirbeln ein und wird von den Aufwinden erfasst. Die Drehachse der Luft wird dabei mit nach oben gezogen und immer weiter aufgerichtet, bis sie komplett vertikal ist.
Durch die Aufwinde wird die Luft im Wirbel stark nach oben beschleunigt, was zu einer Streckung des Wirbels nach oben und einer Verengung in der Breite führt. Durch die Drehimpulserhaltung tritt dabei der Pirouetteneffekt auf und die Rotationsgeschwindigkeit nimmt zu.

## Struktur
Feuerteufel entwickeln sich um einen aufsteigenden und rotierenden Kern aus brennstoffreichen Gasen. Innerhalb dieses Kerns verhält sich die Luft so ähnlich wie ein rotierender Festkörper. Die Winkelgeschwindigkeit bleibt konstant, die Tangentialgeschwindigkeit nimmt mit dem Abstand von der Drehachse zu. Außerhalb dieses Kerns verhält sich die Luft eher wie in einem Potentialwirbel. Die Tangentialgeschwindigkeit ist damit antiproportional zum Abstand von der Drehachse und nimmt damit nach außen hin ab. Zusammengefasst kann man das gesamte System als Rankine-Wirbel approximieren.
Innerhalb des Kerns führt die Rotation der Luft außerdem zu einer stark verringerten Turbulenz. Dieser Effekt kommt zustande, weil die Druckgradientkraft als Zentripetalkraft wirkt, indem sie alle Luftpartikel in Richtung Zentrum beschleunigt und so die meisten Luftpartikel fest auf ihrer Kreisbahn hält. Die Kreisbahn ist relativ stabil, weil bei erhöhter Rotationsgeschwindigkeit sich zwar die Zentripetalbeschleunigung erhöht, die nötig ist um ein Teilchen auf seiner Kreisbahn zu halten. Gleichzeitig verringert sich aber auch der Luftdruck im Inneren, was wiederum die Druckgradientkraft verstärkt, sodass die Kreisbahn der Teilchen aufrechterhalten werden kann. Insgesamt führt dies zu einer annähernd zyklostrophischen Strömung. Als Folge gibt es einen stark reduzierten Luftaustausch zwischen dem Kern und seiner Umgebung und der Wirbel kann einen großen Teil seines Impulses behalten und wird weniger abgebremst. Auch Brennstoff und Sauerstoff werden im Kern behalten. Die geringe Turbulenz ist einer der wichtigsten Effekte, die den Feuerteufel stabilisieren und ihm damit Langlebigkeit und hohe Rotationsgeschwindigkeiten ermöglichen.
Geringe Turbulenzen gibt es allerdings nur in ausreichend großem Abstand zum Boden. In der Nähe des Bodens wird das Gleichgewicht der Kräfte durch Reibung gestört, was neuer Luft ermöglicht ins Zentrum zu strömen. Reibung und zu umströmende Hindernisse können gepaart mit der hohen Windgeschwindigkeit starke Turbulenzen in Bodennähe verursachen. Wenn die zuströmende Luft bereits rotiert, wird auch diese Rotation in den Wirbel transportiert und kann ihn verstärken. Mit dem Luftstrom wird auch neues Brennmaterial ins Zentrum gesogen und hilft so, den Brand aufrechtzuerhalten. In der Mitte wird die Luft dann stark erhitzt und vertikal beschleunigt.
Erst in der Höhe, wenn sich die aufsteigende Luft durch Reibung genug verlangsamt hat oder wenn sie auf eine stabile atmosphärische Schichtung trifft, kann die zyklostrophische Strömung nicht mehr aufrechterhalten werden. Der Druckgradient im Kern nimmt ab, der Radius des Wirbels nimmt zu und der gesamte Wirbel verlangsamt sich bis zur Auflösung.

## Auswirkungen
Innerhalb eines Feuerwirbels gibt es deutlich erhöhte Verbrennungsraten, was das gesamte Feuer verstärkt. In Laborexperimenten konnten je nach Art des künstlich erzeugten Wirbels eine 2- bis 7-fache Erhöhung festgestellt werden. Wahrscheinlich lässt sich dieser Effekt auf eine bessere Durchmischung von Luft und Brennstoff und erhöhte Wärmeübertragung zurückführen. Welcher Mechanismus der Wärmeübertragung die Verbrennungsraten erhöht ist noch nicht abschließend geklärt, allerdings vermuten die meisten Forscher, dass konvektive Wärmeübertragung, verursacht durch starke Turbulenzen in Bodennähe, die Hauptursache ist.
Durch die starken Winde, die im Zentrum entstehen, können brennende Gegenstände in die Luft geschleudert werden und weiter entfernt vom Feuer wieder auf den Boden fallen. So ist es möglich, dass Brandschneisen überwunden werden und neue Brandherde entstehen.
In Extremfällen kann die Windgeschwindigkeit der eines normalen Tornados gleichkommen, was zur Folge hat, dass die meisten vom Feuerteufel erfassten Objekte zerstört werden.
Obwohl der grundlegende Mechanismus der Entstehung bekannt ist, ist es noch nicht möglich, die Entstehung von Feuerteufeln vorherzusagen. Es kann nur bestimmt werden, welche Situationen anfällig für eine Entstehung sind. Dies bringt Schwierigkeiten bei der Brandbekämpfung mit sich und gefährdet Löschkräfte, die sich im Einsatz befinden.

## Feuertornados

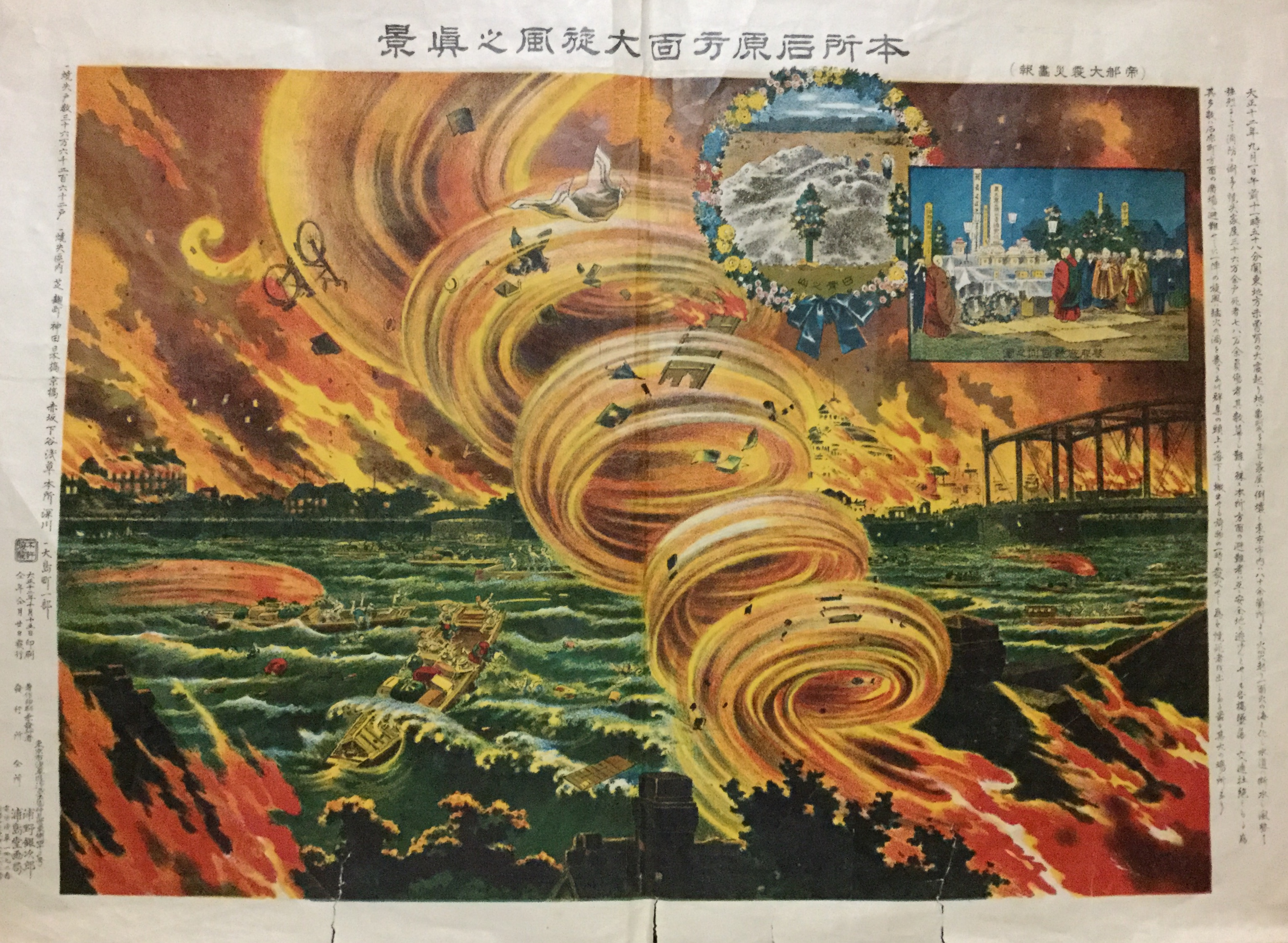
Künstlerische Darstellung eines Feuertornados beim Großen Kantō-Erdbeben 1923

Über Bränden bilden sich häufig Pyrocumulus oder Pyrocumulonimbus. Verbindet sich ein Feuerteufel mit den mit diesen Wolken verbundenen Aufwinden und wird groß genug, um die Wolkenschicht zu erreichen, entsteht aus der Kleintrombe eine Großtrombe/Tornado. Alternativ kann ein Feuertornado direkt aus den Winden von Pyrocumulus oder Pyrocumulonimbus entstehen. In diesen Fällen handelt es sich um echte Feuertornados. Ihre Struktur bleibt der eines Feuerteufels sehr ähnlich. Echte Feuertornados sind sehr selten. Beim Großen Kantō-Erdbeben 1923 wurden sie von Augenzeugen beschrieben.

## Beispiele
Das Carr Fire war ein großer Waldbrand in Kalifornien. Am 26. Juli 2018 erzeugte es nordwestlich der Stadt Redding im Sacramento Valley einen Feuertornado. Dieser erreichte einen Durchmesser von 300 m, eine Höhe von ca. 4,8 km und Windgeschwindigkeiten von bis zu 265 km/h. Obwohl dieser nur ungefähr eine halbe Stunde von 19:30 – 20:00 existierte, zerstörte er in diesem Zeitraum einen Strommast, entwurzelte einige Bäume, tötete vier Menschen und verletzte einige weitere.
Wettermodelle zeigen für diesen Tag schnelle, kalte Winde, die vom Pazifik aus über die angrenzenden Berge ins Sacramento-Tal strömten. Sie sind die wahrscheinlichste Quelle für die nötigen rotierenden Luftmassen. Nach der Überquerung der Berge sank die kalte, schnelle Luft durch die Schwerkraft beschleunigt am Berghang entlang ab (siehe Katabatischer Wind). Unten im Tal traf diese Strömung auf die dortige langsame, warme Luft und bildete mit einer brechenden Welle starke Turbulenzen aus. Zusammen mit starken rotierenden Winden in den entstandenen Pyrocumulonimbus bildete sich ein Feuertornado.